# USS LST-121
O USS LST-121 foi um navio de guerra norte-americano da classe LST que operou durante a Segunda Guerra Mundial.